# تپه گورستان شیخ صابر
تپه قبرستان شیخ صابر مربوط به سده‌های اولیه دوران‌های تاریخی پس از اسلام است و در شهرستان زابل، بخش مرکزی، روستای اسلام‌آباد اولیا واقع شده و این اثر در تاریخ ۷ مهر ۱۳۸۱ با شمارهٔ ثبت ۶۴۸۶ به‌عنوان یکی از آثار ملی ایران به ثبت رسیده است.